# Bakterieklorofyll

Bakterieklorofyll a. R är fytyl.

Bakterieklorofyll är pigment som används vid fotosyntesen hos olika fototrofa bakterier. De upptäcktes av Cornelius van Niel 1932, och 1944 publicerade han en utförlig studie. De är besläktade med klorofyll, som är det primära pigmentet hos växter, alger och cyanobakterier. Arter som använder bakterieklorofyll producerar inget syre vid fotosyntesen, eftersom de inte använder vatten som elektrondonator utan vätgas, svavel, sulfider eller koldioxid och de saknar dessutom fotosystem II. Olika grupper innehåller olika typer av bakterieklorofyll:
| Pigment              | Bakteriegrupp                                                                                         | in vivo infrarött absorptionsmaximum(nm) |
| -------------------- | --- | ---------------------------------------- |
| Bakterieklorofyll a  | Purpurbakterier, Heliobakterier, Gröna svavelbakterier, Chloroflexi, Chloracidobacterium thermophilum | 805, 830-890                             |
| Bakterieklorofyll b  | Purpurbakterier                                                                                       | 835-850, 1020-1040                       |
| Bakterieklorofyll c  | Gröna svavelbakterier, Chloroflexi, C. thermophilum                                                   | 745-755                                  |
| Bakterieklorofyll cs | Chloroflexi                                                                                           | 740                                      |
| Bakterieklorofyll d  | Gröna svavelbakterier                                                                                 | 705-740                                  |
| Bakterieklorofyll e  | Gröna svavelbakterier                                                                                 | 719-726                                  |
| Bakterieklorofyll f  | Gröna svavelbakterier (För närvarande endast känd som en mutation men kan förekomma i naturen)        | 700-710                                  |
| Bakterieklorofyll g  | Heliobakterier                                                                                        | 670, 788                                 |

Bakterieklorofyllerna a, b, and g är bakteriekloriner, vilket betyder att två av pyrrolringarna är reducerade (har en dubbelbindning mindre) till pyrroliner. Bakterieklorofyllerna  c, d, e, and f är kloriner, vilket innebär att bara en pyrrolring är reducerad till pyrrolin och de är alltså inte "äkta bakterieklorofyller".

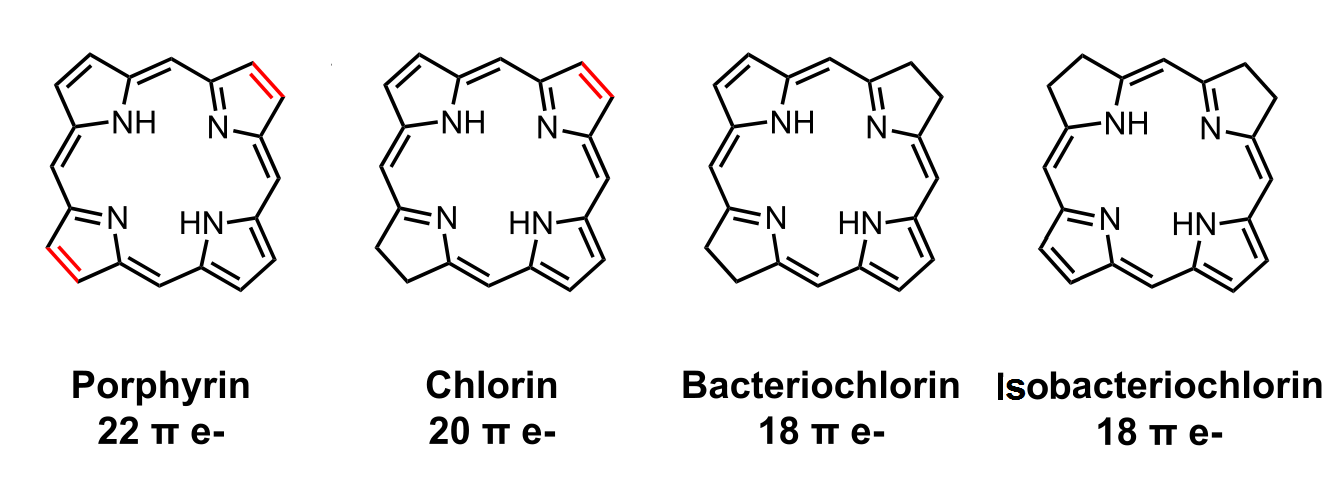
Strukturformler för porfin, klorin, bakterieklorin, och isobakterieklorin.